# Hugo Duminil-Copin
Hugo Duminil-Copin (Châtenay-Malabry, 26 agosto 1985) è un matematico francese specializzato in teoria della probabilità, in particolare nelle applicazioni alla meccanica statistica. Ha vinto la Medaglia Fields nel 2022.

## Biografia
Figlio di un insegnante di educazione fisica delle scuole medie e di una ex-ballerina ed insegnante in una scuola primaria, Duminil-Copin crebbe nei sobborghi di Parigi, dove da bambino iniziò a praticare molti sport, tanto da valutare l'iscrizione ad un liceo sportivo, al fine di poter perseguire il suo interesse nella pallamano. Alla fine propese per un liceo scientifico, iscrivendosi dapprima al Lycée Louis-le-Grand a Parigi, in seguito alla École normale supérieure e infine alla Università Paris XI - Paris-Sud.
Duminil-Copin decise di concentrarsi più sulla matematica che sulla fisica, perché riteneva il rigore delle dimostrazioni matematiche più soddisfacente, tuttavia iniziò ad interessarsi alla teoria della percolazione per approcciarsi ai problemi di meccanica statistica. Nel 2008 si trasferì all'Università di Ginevra per scrivere la tesi di dottorato di ricerca con la supervisione della medaglia Fields Stanislav Smirnov. Duminil-Copin e Smirnov usarono la teoria della percolazione e i vertici connessi fra loro in un reticolo per modellizzare il flusso dei fluidi e le transizioni di fase. Studiarono inoltre il numero di possibili cammini autoevitanti nei reticoli esagonali, collegando la combinatoria alla teoria della percolazione. La ricerca fu pubblicata nella prestigiosa rivista Annals of Mathematics nel 2012, lo stesso anno in cui Duminil-Copil si dottorò all'età di 26 anni. Duminil-Copin fu anche allievo di un'altra medaglia Fields, il matematico Wendelin Werner.
Nel 2013, dopo il post-dottorato, Duminil-Copin è stato nominato professore assistente e successivamente nel 2014 professore ordinario all'Università di Ginevra. Dal 2016 è professore all'Institut des Hautes Études Scientifiques. Nel 2019 è diventato membro dell'Academia Europaea.
Il lavoro di ricerca di Duminil-Copin è incentrato nell'area matematica della fisica statistica. Duminil-Copin utilizza le idee della teoria della probabilità per studiare il comportamento critico di vari modelli su reticoli. In particolare, si interessa al comportamento del sistema attorno al punto critico dove si verifica la transizione di fase. Ha lavorato su modelli di percolazione dipendente dove lo stato di uno spigolo di un reticolo influenza lo stato degli altri spigoli, per fare luce sui modelli di Ising, che vengono utilizzati per studiare le transizioni di fase nei materiali ferromagnetici. Nel 2011, in collaborazione con Vincent Beffara, ha enunciato una formula per determinare il punto critico di diversi modelli di percolazione bidimensionali dipendenti.
Nel 2019, insieme a Vincent Tassion e Aran Raoufi, ha pubblicato una ricerca sulla dimensione delle componenti connesse del reticolo quando il sistema è in un intorno del punto critico. Hanno mostrato che al di sotto del punto critico, la probabilità di avere due vertici nella stessa componente connessa decadrebbe esponenzialmente in funzione della distanza di separazione. Duminil-Copin ha inoltre chiarito la natura delle transizioni di fase nell'intorno del punto critico e le condizioni di continuità della transizione, con particolare attenzione ai modelli di Potts.
La ricerca di Duminil-Copin include lo studio sulla simmetria di invarianza conforme nei modelli di percolazione a due dimensioni. Nel 2020 con i suoi collaboratori ha dimostrato che l'invarianza rotazionale esiste al confine tra le fasi in molti sistemi fisici.
Nel 2017 Duminil-Copin ha ricevuto il premio New Horizons in Mathematics per i suoi studi sui modelli di Ising. Nel 2022 Duminil-Copin è stato premiato con la Medaglia Fields per aver trovato una soluzione a problemi di lungo corso della teoria della probabilità delle transizioni di fase nella fisica statistica. Werner ha affermato che Duminil-Copin ha risolto "fondamentalmente la metà delle principali questioni aperte" nella teoria della percolazione.
Nella vita privata Duminil-Copin è sposato e ha una figlia.

## Premi e onorificenze
- 2022 Medaglia Fields[12][13][14]
- 2019 Premio Dobrushin[4] e membro dell'Academia Europaea
- 2018 Inviato a tenere una conferenza (pannello probabilità e fisica matematica) al Congresso internazionale dei matematici di Rio de Janeiro[15]
- 2017 Premio Loève[16], Premio Jacques Herbrand[17], Premio New Horizons in Mathematics[3]
- 2016 Premio dell'European Mathematical Society[18]
- 2015 Premio Early Career Award dell'International Association of Mathematical Physics[19], Peccot Lecturer al Collège de France[20]
- 2013 Premio Oberwolfach[21]
- 2012 Premio Rollo Davidson (con Vincent Beffara)[14], Premio Vacheron-Constantin[22]

## Pubblicazioni selezionate
- (EN) Hugo Duminil-Copin, Graphical representations of lattice spin models, 2016, ISBN 978-2-36693-022-1.
- (EN) Hugo Duminil-Copin e Stanislav Smirnov, The connective constant of the honeycomb lattice equals {\displaystyle {\sqrt {2+{\sqrt {2}}}}}, in Annals of Mathematics, vol. 175, n. 3, 1º maggio 2012,  pp. 1653–1665, DOI:10.4007/annals.2012.175.3.14, arXiv:1007.0575.
- (EN) Vincent Beffara e Hugo Duminil-Copin, The self-dual point of the two-dimensional random-cluster model is critical for {\displaystyle >q\geq 1} (PDF), in Probability Theory and Related Fields, vol. 153, 3–4, Springer Science and Business Media LLC, 18 marzo 2011,  pp. 511-542, DOI:10.1007/s00440-011-0353-8, arXiv:1006.5073.
- (EN) Hugo Duminil-Copin e Alan Hammond, Self-Avoiding Walk is Sub-Ballistic, in Communications in Mathematical Physics, vol. 324, n. 2, Springer Science and Business Media LLC, 13 ottobre 2013,  pp. 401-423, DOI:10.1007/s00220-013-1811-1, arXiv:1205.0401.
- (EN) Roland Bauerschmidt, Hugo Duminil-Copin, Jesse Goodman e Gordon Slade, Lectures on Self-Avoiding Walks, in MathProblems, 2012, DOI:10.48550/arXiv.1206.2092, arXiv:1206.2092.